# Integrated Flux Nebula
Als Integrated Flux Nebulae (IFN) werden in der Astronomie diffus leuchtende Staubwolken im interstellaren Medium bezeichnet, die durch das gestreute Licht der Milchstraße sichtbar werden. Anders als Reflexionsnebel – die durch nahe, helle Sterne zum Vorschein kommen – reflektieren IFN das Sternenlicht, das von den Sternen der gesamten Galaxie ausgestrahlt wird.

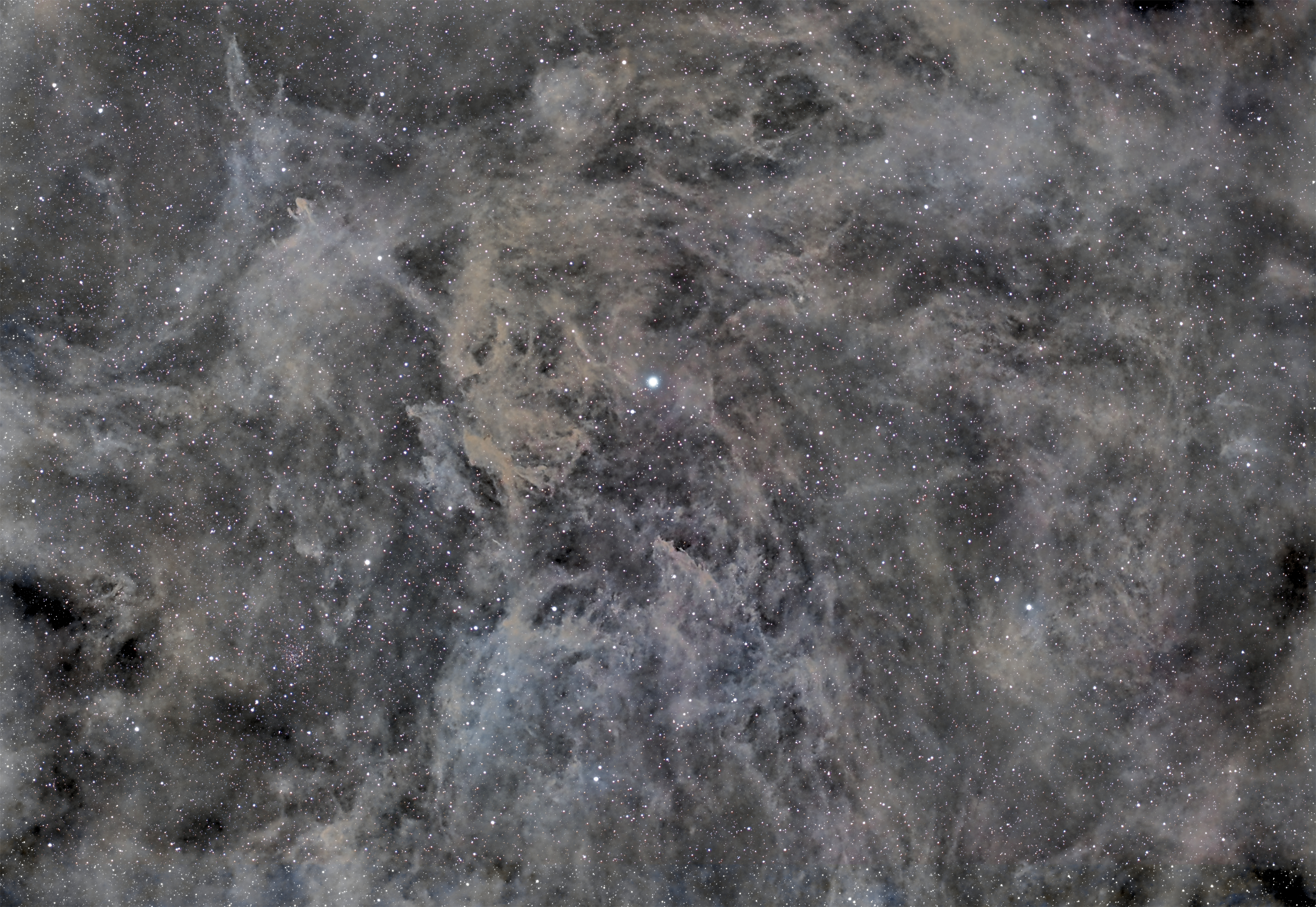
Der Integrated Flux Nebula MW 1 um den Nordstern Polaris.

Der Begriff wurde von dem Amateurastronomen Steve Mandel eingeführt, um die beobachtungsaufwendigen Nebelstrukturen zu beschreiben. Diese dokumentierte er in den frühen 2000er Jahren im Rahmen seines Mandel-Wilson Catalogue of Unexplored Nebulae.

## Beobachtung

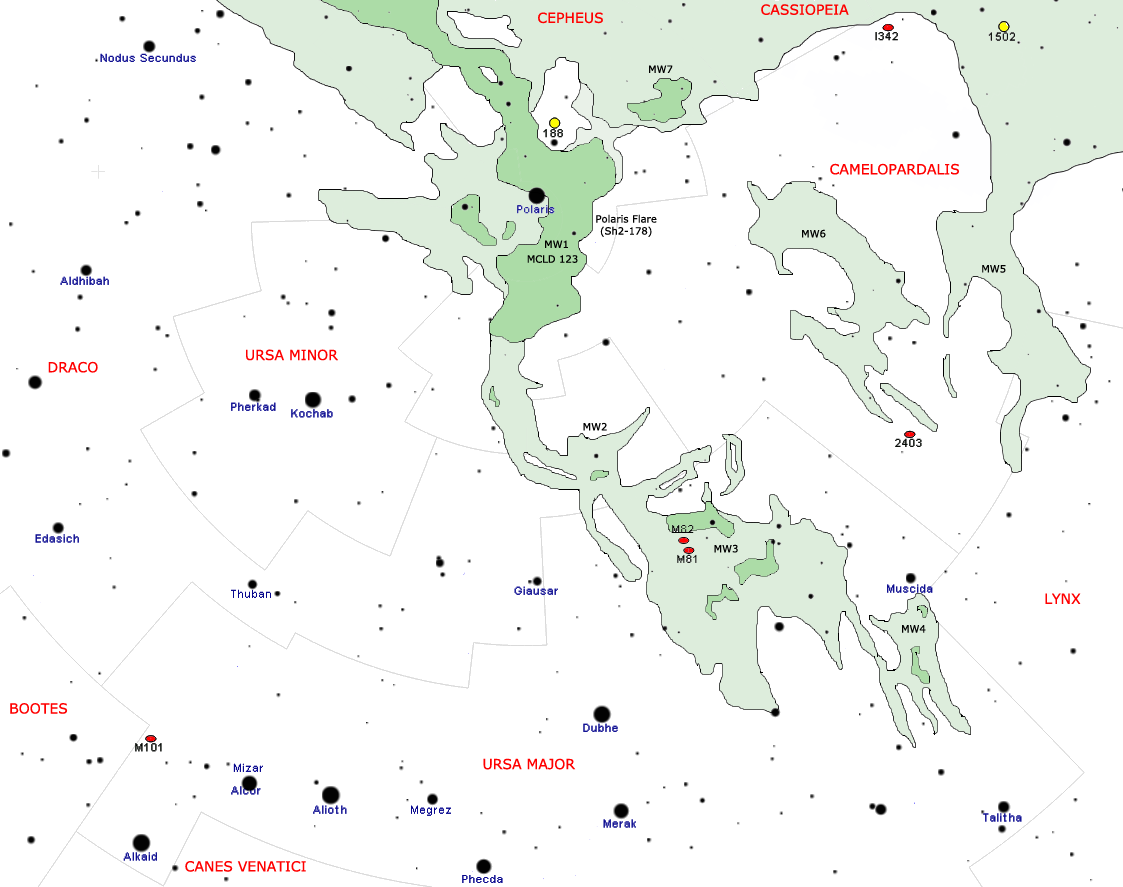
Kartierung der Integrated Flux Nebulae, sichtbar von der Nordhalbkugel aus.

IFN sind extrem lichtschwach und werden nur durch Astrofotografie mit langer Belichtungszeit erkennbar. Sie befinden sich vor allem in Richtung der jeweiligen Himmelspole.
Ein bekanntes Beispiel ist der "Vulkannebel" MW 3 in Ursa Major, der die Galaxien M 81 und M 82 überlagert. Auch um den Polarstern befindet sich ein IFN, katalogisiert als MW 1. Beide Nebel sind von der Nordhalbkugel das ganze Jahr lang fotografierbar und bis zum 30. Breitengrad zirkumpolar.
Der prominenteste IFN auf der Südhalbkugel ist der "South Celestial Serpent" MW 9 im Sternbild Apus. Aufgrund seiner Lage in der Nähe des südlichen Himmelspols ist der Nebel von der Südhalbkugel aus in weiten Teilen des Jahres fotografisch erfassbar und in polnahen Regionen ebenfalls zirkumpolar.

## Geschichte
Einen der frühesten Hinweise auf IFNs lieferte Allan Sandage im Jahr 1976. Anlässlich der Palomar Observatory Sky Survery entdeckte er mehrere, von ihm bezeichnete "high-galactic-latitude nebulae", die sich durch ihre ungewöhnliche Position außerhalb der Hauptebene der Milchstraße auszeichneten. Sandage interpretierte diese zunächst als Reflexionsnebel.
Der Infrarot-Satellit IRAS war 1983 einer der ersten, der thermische Infrarotstrahlung von interstellarem Staub systematisch erfasst hat. Viele IFNs wurden indirekt über IRAS-Daten kartiert.
Als Steve Mandel im Dezember 2004 M 81 und M 82 aufnahm, bemerkte er lichtschwache Nebelstrukturen die beide Galaxien umgaben. Die Nebelstrukturen waren zu der Zeit noch weitgehend unerforscht, welches ihn dazu brachte, sein Mandel-Wilson Catalogue of Unexplored Nebulae zu initiieren. Acht von den neun katalogisierten MW-Objekten sind IFN.